# Roland Balaÿ
Pour les articles homonymes, voir Balaÿ.
Roland Balaÿ, né à Paris le 28 mai 1902 et mort à New York le 16 septembre 2004, est un marchand d'art franco-américain.

## Biographie
Fils de Charles Balaÿ, peintre miniaturiste français, et d'Amélie Knoedler, Roland Balaÿ est le petit-fils de Michael Knoedler et le neveu de Roland Knoedler, respectivement fondateur et directeur de la galerie new-yorkaise Knoedler. Entré dans la firme familiale en 1922, il a été chargé, notamment pour le compte d'Andrew Mellon, des ventes d'œuvres d'art réalisées par le gouvernement soviétique vers 1930-1932, en association avec les galeries Matthiessen (Berlin) et Colnaghi (Londres).

Jan van Eyck - L'Annonciation, vendu par le gouvernement soviétique en juin 1931 - Google Art Project

À partir des années 1930 et jusqu'en 1940, il tient une galerie avec Louis Carré, au 10 avenue de Messine. Ils y vendent les artistes modernes et montent des expositions Juan Gris et Paul Klee, en juin-juillet 1938. Ils collaborent avec les autres marchands en affaires en France et aux États-Unis, Étienne Bignou, Valentine Dudensing, César de Hauke, Pierre Matisse, etc.
Au début de la Seconde Guerre mondiale, il est mobilisé dans l'armée française. Il s'associe ensuite un temps à George Keller, au sein de Carstairs Gallery, à New York. En 1956, après la mort de Charles Henschel (Carl Henschel), il prend la direction de la firme familiale. À côté de Braque, Léger, Picasso, il expose Willem de Kooning, Henry Moore, Barnett Newman.
En 1971, Knoedler est vendu au collectionneur Armand Hammer. Balaÿ est nommé président d'honneur de la société en 1976.
En 1975, Christie's Londres vend des objets d'art appartenant à lui et à Ruth K. Henschel.
De son premier mariage avec Marie-Thérèse Maxence, fille d'Edgard Maxence et de Julienne Babin, Balaÿ eut un fils, John Balaÿ, installé à Leek, dans le Staffordshire, et une fille, Marianne Blondin-Walter, installée dans la région de Nantes. Balaÿ se remaria avec Felicie Trayman, directrice de la Gallery Felicie.

## Publications
- R. Balaÿ, préface à l'exposition Six peintres américains : Arshile Gorky, Franz Kline, Willem de Kooning, Jackson Pollock, Mark Rothko, Paris, M. Knoedler & Cie, 1967, s.l. : s.n., 1967.
- R. Balaÿ, préface à l'exposition Impressionist and post-impressionist paintings from the USSR : lent by the Hermitage Museum, Leningrad, the Pushkin Museum, Moscow, New York : M. Knoedler and Co., 1973.
- R. Balaÿ, Oliver Johnson: Paintings, Pastels, Drawings: October 4-26, 1979, New York : Wilderstein, 1979.
- R. Balaÿ et alii, The rise of the Art World in America: An historical exhibition commemorating Knoedler & Company's 150th anniversary, December 5, 1996 to January 12, 1997, New York : Knoedler & Company, 1996, 22 p.

## Sources/Bibliographie
- Wolfgang Saxon, « Roland Balay, Art Dealer in Modernsim, dies at 102 », New York Times, 18 septembre 2004.